# Klępnicko

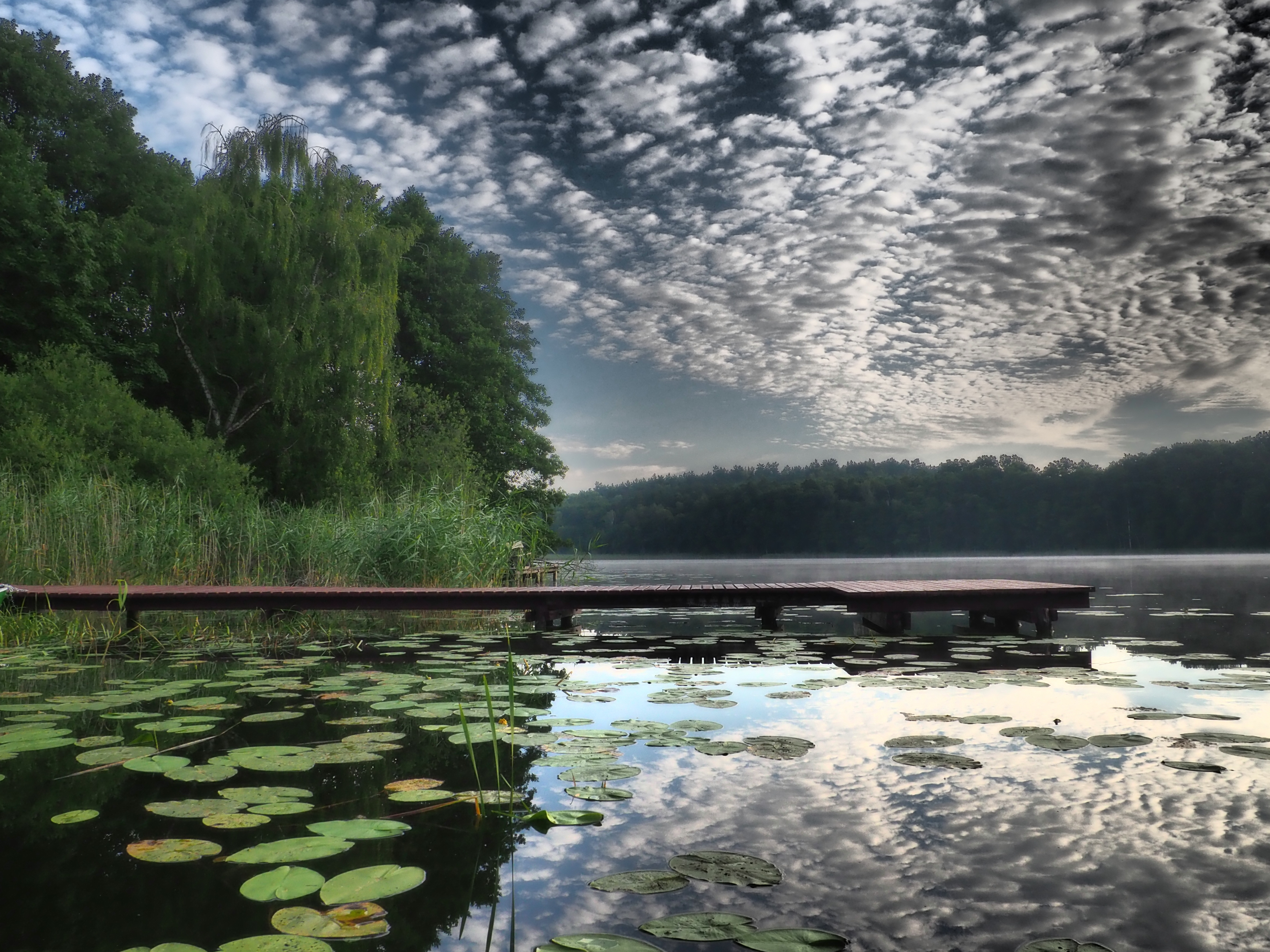

Klępnicko – jezioro na Wysoczyźnie Łobeskiej, położone w gminie Łobez, w powiecie łobeskim, w woj. zachodniopomorskim. Powierzchnia akwenu wynosi od 52,66 ha poprzez 52,9 ha do 59,8 ha.
Maksymalna głębokość zbiornika sięga 4,5 m, a średnia głębokość wynosi 1,8 m. Objętość wody w jeziorze obliczono na 1089,9 tys. m³. Jezioro wypełnia rynnę polodowcową, będącą fragmentem doliny Mołstowej, Regi i Starej Regi. 
Bezpośrednia zlewnia jeziora charakteryzuje się przewagą lasów. Klępnicko jest zbiornikiem o niekorzystnych warunkach naturalnych, jest też bardzo podatne na degradację biologiczną. W 2005 roku dokonano badań czystości wód jeziora, w których stwierdzono III kategorię podatności na degradację, a także I klasę czystości wody. Pola uprawne znajdujące się na zachód od jeziora są nawożone gnojowicą z fermy tuczu trzody chlewnej w Przemysławiu. Klępnicko nie odbiera zanieczyszczeń z punktowych źródeł.
Klępnicko w typologii rybackiej jest jeziorem sandaczowym.
Jezioro jest okresowo zasilane przez niewielki ciek wodny przy zachodnim brzegu. Odpływ wód w kierunku północnym zasila rzekę Mostową. Od południowego brzegu z jeziora wypływa struga Klępnica, będąca dopływem rzeki Regi. Według Mapy Podziału Hydrograficznego Polski jezioro w całości należy do zlewni strugi Klępnicy.
Nad południowo-zachodnim brzegiem usytuowana jest wieś Klępnica.
Klępnicko należy w całości do gminy Łobez. Wzdłuż północno-zachodniego brzegu przebiega granica między gminą Łobez a gminą Resko. Wzdłuż wschodniego brzegu jeziora przebiega granica między powiatem łobeskim a powiatem świdwińskim (gmina Świdwin).
Administratorem wód Klępnicka jest Regionalny Zarząd Gospodarki Wodnej w Szczecinie. Utworzył on obwód rybacki, który obejmuje wody Klępnicka wraz z wodami strugi Klępnicy.
Na terenie Klępnicka obowiązuje zakaz używania jednostek pływających z napędem spalinowym z wyłączeniem łodzi rybaków zawodowych.
W 1955 roku zmieniono urzędowo niemiecką nazwę jeziora – Glietziger See, na polską nazwę – Klępsko. W 2006 roku Komisja Nazw Miejscowości i Obiektów Fizjograficznych w wykazie hydronimów przedstawiła nazwę Klępnicko.

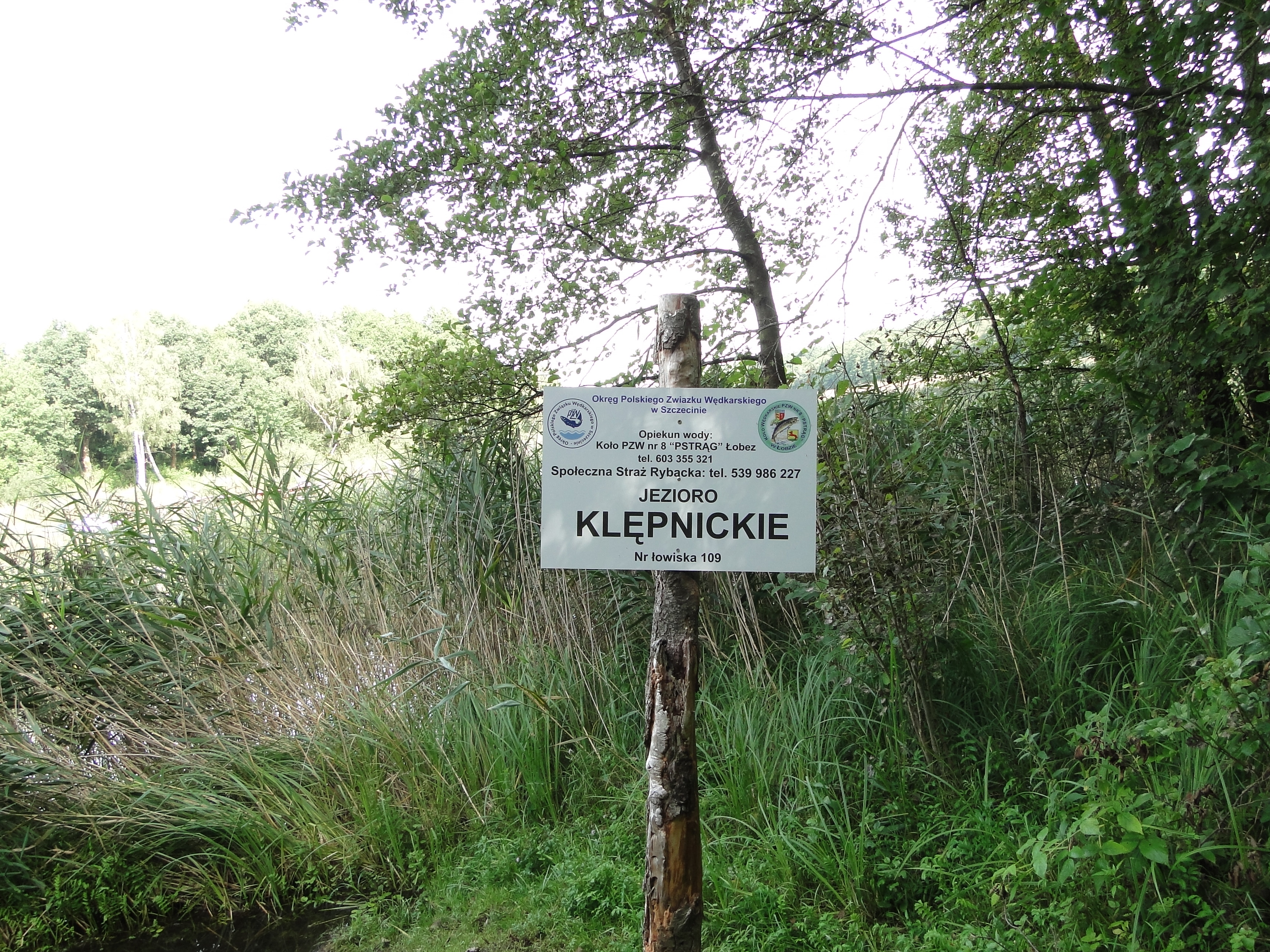
Jezioro Klępnicko